# Distrito Escolar Independiente de Galveston

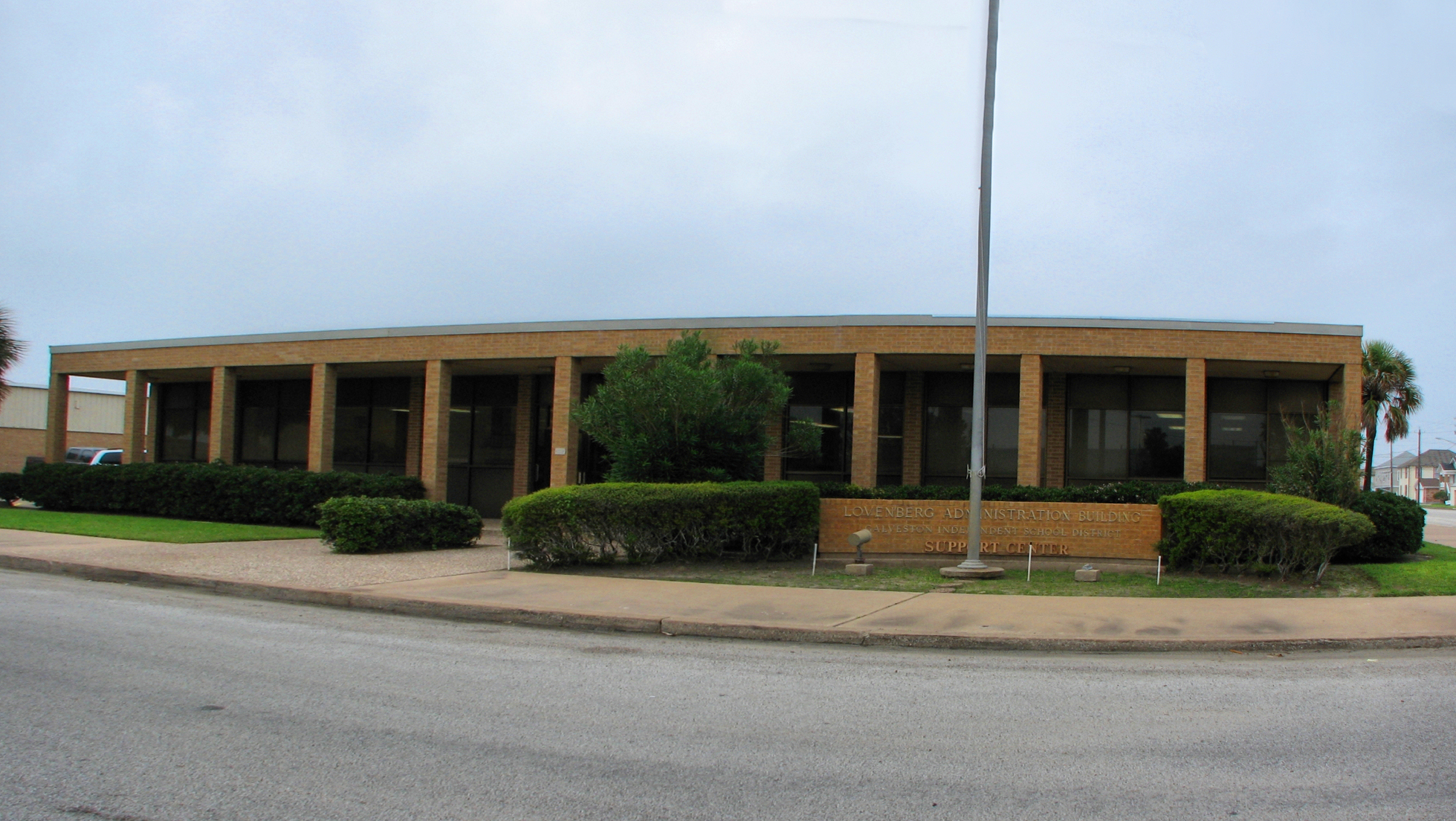
La sede del Galveston ISD.

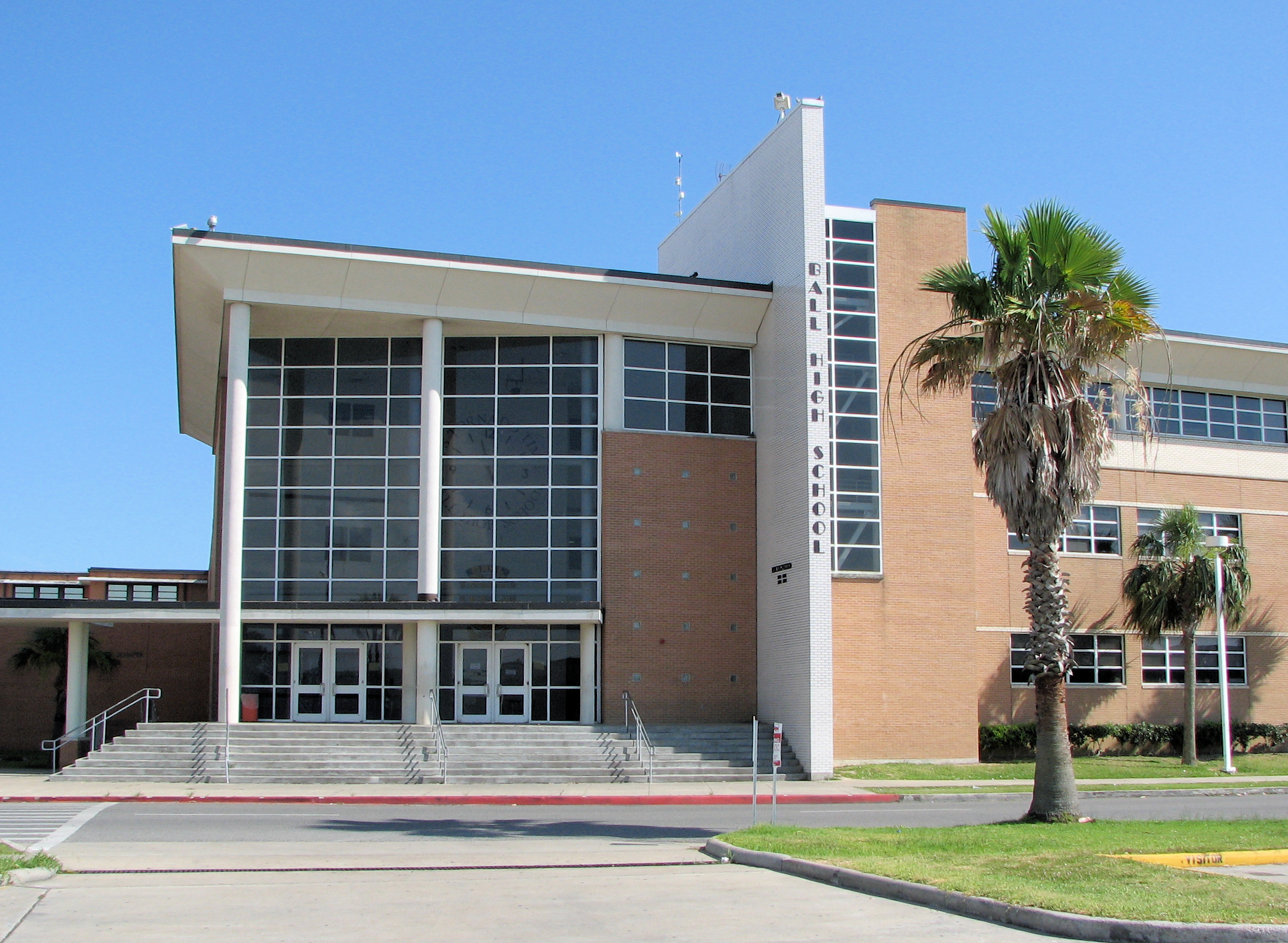
Escuela Preparatoria Ball.

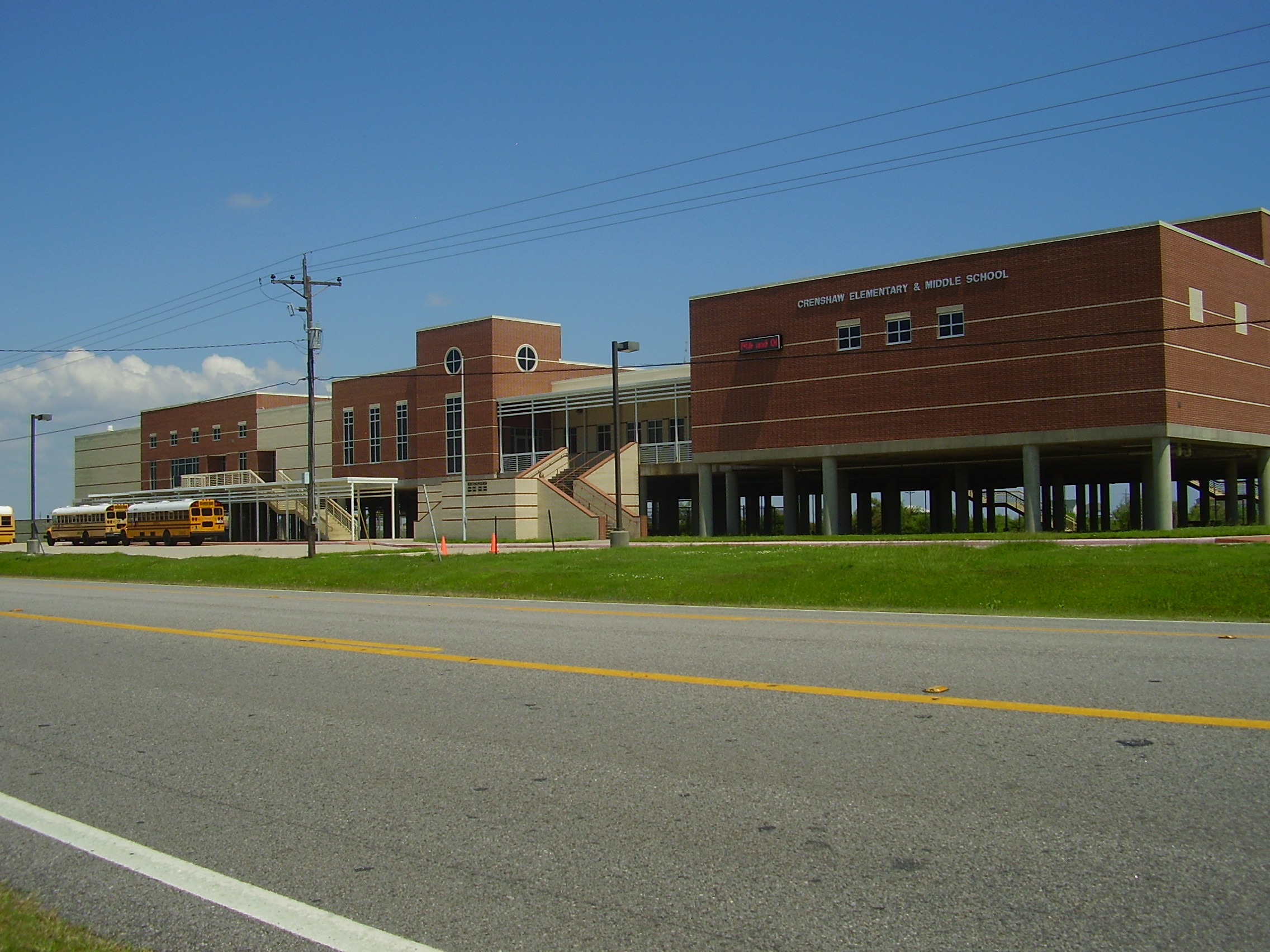
Escuela Primaria y Media Crenshaw en Crystal Beach, en la Península Bolívar.

El Distrito Escolar Independiente de Galveston (Galveston Independent School District) es un distrito escolar de Texas. Tiene su sede en Galveston. El consejo escolar del distrito tiene un presidente, un vicepresidente, un secretario, y cuatro miembros. GISD sirve a las ciudades de Galveston y Jamaica Beach, y partes de la Península Bolívar.
El distrito tiene 6.300 estudiantes. Gestiona cinco escuelas primarias, dos escuelas secundarias, una escuela PreK-8, y una escuela preparatoria (high school), Escuela Preparatoria Ball.